# Formosatettixoides
Formosatettixoides is een geslacht van rechtvleugeligen uit de familie doornsprinkhanen (Tetrigidae). De wetenschappelijke naam van dit geslacht is voor het eerst geldig gepubliceerd in 1994 door Zheng.

## Soorten
Het geslacht Formosatettixoides omvat de volgende soorten:
- Formosatettixoides guangxiensis Zheng & Jiang, 2000
- Formosatettixoides hunanenis Zheng & Fu, 1992
- Formosatettixoides motuoensis Zheng & Zeng, 2010
- Formosatettixoides slivae Kostia, 1993
- Formosatettixoides subapterus Ingrisch, 2001
- Formosatettixoides wuyishanensis Zheng & Liang, 1993
- Formosatettixoides yunnanensis Zheng & Mao, 1997
- Formosatettixoides zhejiangensis Zheng, 1994